# БТ-5
БТ-5 — радянський колісно-гусеничний легкий танк. Став другим серійним танком родини БТ (рос. «быстроходный танк»), замінивши БТ-2 в виробництві з 1933 року.
Подальший розвиток БТ-5 призвів до появи дослідного БТ-6 та серійного БТ-7, який замінив його у виробництві з 1935 року.

## Конструкція
БТ-5 мав посилене бронювання, і озброєння: 45-мм гармата з боєкомплектом 115 пострілів і кулемет ДТ; на деяких танках був другий ДТ в ніші башти, на деяких ще й зенітний ДТ. Екіпаж — 3 чол. БТ-5 випускався в варіантах з радіостанцією і без. Командирський танк був з радіостанцією і зменшеним боєкомплектом.

## Випуск
Випускався до 1934 року, всього вироблено 1884 машин.

## Бойове застосування
Експлуатація військами продемонструвала вищу в порівнянні з БТ-2 надійність нових танків. Так для демонстрації можливостей п'ять танків БТ-5 скоїли[що?] пробіг на колесах за маршрутом Харків — Москва протяжністю 795 км без несправностей. Під час показового пробігу в умовах зимового Забайкалля при 50-градусному морозі танки також не вийшли з ладу.

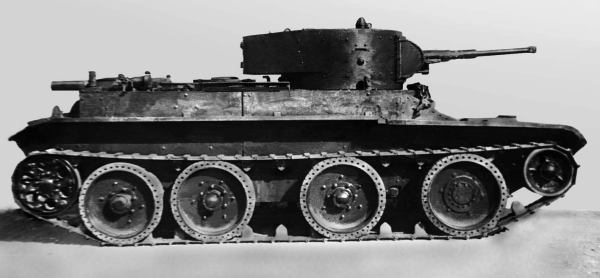
БТ-5

До початку Другої світової війни танки БТ-5 встигли повоювати в Іспанії під час громадянської війни 1936–1939 рр.. (Саме там вперше грізно заявив про себе основний супротивник легкоброньованих машин — малокаліберні скорострільні протитанкові гармати), влітку 1938 р. біля озера Хасан і на наступний рік на річці Халхин-Гол. У всіх цих боях танки зарекомендували себе з найкращого боку, хоча вже тоді стала позначатися їх недостатня вогнева міць і слабкість броньового захисту. У вересні 1939 р. БТ-5 взяли активну участь в «визвольному поході» в Західну Білорусь і Західну Україну. Діючи спільно з кавалерійськими підрозділами завдяки своїм швидкісним даними, танки здійснили блискавичні марші фактично без втрат. Бойові втрати при таких діях склали лічені одиниці.
Широко БТ застосовувалися в радянсько-фінській війні 1939–1940 рр. Вони використовувалися для прориву оборонних рубежів і для дій в глибині оборони фінських військ. Втрати від бойових пошкоджень і від технічних несправностей розподілилися фактично порівну. Більшість танків вдалося відновити після закінчення бойових дій. Після участі в боях до червня 1941 р. в Червоній армії залишилося 1688 танків БТ-5, з них 1261 боєздатні. У чотирьох західних прикордонних округах — 632 справні машини.
З перших же днів війни механізовані з'єднання, на озброєнні яких знаходилися і БТ-5, вступили в бої з частинами вермахту. Вони використовувалися в основному для нанесення контрударів по наступаючим угрупованням противника і несли при цьому важкі втрати, обумовлені розкиданістю з'єднань, нестійкістю управління, неорганізованістю ремонтно-відновлювальної служби та загальної плутаниною початку війни.
За перші місяці війни більшість брали участь у запеклих бойових діях танків БТ-5 були безповоротно втрачені. Застосовувалися вони і в битві за Москву восени-взимку 1941 г, і невдалому наступі під Харковом, і в обороні Кавказу і Сталінграда в наступному 1942 р., складу частин Ленінградського фронту, танки БТ-5 використовувалися ще при остаточному звільненні Ленінграда від блокади в січні 1944. Всю війну танки БТ несли службу на Далекому Сході, де їм довелося взяти участь в останніх боях Другої світової війни — розгромі Квантунської армії Японії.

## Модифікації
- БТ-5 — лінійний танк,
- БТ-5РТ — танк з радіостанцією  71-ТК-1 (71-ТК-3),
- БТ-5/В-2 — експериментальний БТ-5 з дизельним двигуном У-2,
- ХБТ-5 — хімічний танк,
- РБТ-5 — ракетний танк,
- БТ-5ПХ — танк підводного ходіння.

## Збережені екземпляри
До наших днів збереглося 8 екземплярів танка БТ-5. Один з таких танків є на експозиції музею бронетанкової техніки в Кубинці.
Також БТ-5, піднятий з дна Неви і відреставрований в 2007 році, можна побачити в місті Кіровськ (Ленінградська область). Ще один БТ-5 (маріупольська башта з малою кормовою нішею) як пам'ятник встановлено в місті Борзя, в даний час танк БТ-5 переданий в музей міста Чита.
Крім того, 5 екземплярів танка БТ-5 встановлені як пам'ятники в Монголії — на горі Баін-Цаган, в містах Ундер-Хан, Сумбер та ін

## У масовій культурі
Модель танка БТ-5 можна придбати разом з 24 випуском журналу «Руські Танки».
Збірна модель танка БТ-5 з паперу, масштаб 1:35. Виробник «Розумний папір». Рухомі елементи: башта, гармата. Складання моделі відбувається без використання ножиць і клею.
Також у 2002 році видавництво "Modelik" випустило паперову збірну модель цього танку.
Можна побачити і сісти за важелі БТ-5 в модифікації «Звільнення 1941-45» (Liberation mod) для Operation Flashpoint: Resistance;